# Hòa Lạc, Hà Nội
Hòa Lạc là một xã thuộc thành phố Hà Nội, thủ đô của Việt Nam. Xã được hình thành trên cơ sở sáp nhập một phần các xã Tiến Xuân, Thạch Hòa, Bình Yên, Hạ Bằng, Tân Xã thuộc huyện Thạch Thất cũ, trong đợt Sáp nhập tỉnh, thành Việt Nam 2025.

## Hành chính
Xã Hòa Lạc được thành lập theo Nghị quyết số 1656/NQ-UBTVQH15 của Ủy ban Thường vụ Quốc hội Việt Nam, ban hành ngày 16 tháng 6 năm 2025. Theo đó, sắp xếp một phần diện tích tự nhiên, quy mô dân số của xã Tiến Xuân, xã Thạch Hòa, xã Cổ Đông, xã Bình Yên, Hạ Bằng, Tân Xã huyện Thạch Thất cũ thành xã mới có tên gọi là xã Hòa Lạc.
Sau sắp xếp xã có diện tích tự nhiên 43,41 km2, quy mô dân số 56.596 người. Phía Bắc giáp xã Đoài Phương và Hạ Bằng, phía Tây giáp xã Đoài Phương và Yên Bài, phía Đông giáp xã Hạ Bằng và Phú Xát, phía Nam giáp xã Yên Xuân. Trụ sở Đảng ủy Xã đặt tại Thôn Mục Uyên I xã Tân Xã cũ, trụ sở Ủy ban nhân dân xã đặt tại Thôn 1 xã Thạch Hòa cũ.